# Übereinkommen von Tampere
Das Übereinkommen von Tampere ist ein internationaler Vertrag, der 1998 in Tampere (Finnland) abgeschlossen wurde und von bisher 79 Staaten (Stand 2015) unterzeichnet wurde. Er regelt die rasche Zulassung von Fernmeldeausrüstung, die in Katastrophenfällen von Hilfsorganisationen in den betroffenen Staat gebracht werden soll.